# Rebel Ridge
Rebel Ridge ist ein Action-Thriller von Jeremy Saulnier. Der Film mit Aaron Pierre, Don Johnson und AnnaSophia Robb in den Hauptrollen wurde im September 2024 in das Programm von Netflix aufgenommen.

## Handlung
Terry Richmond, ein ehemaliger Marine, radelt in die kleine Stadt Shelby Springs, um für seinen Cousin Mike Simmons eine Kaution zu stellen und einen Pick-up zu kaufen, damit sie ihren Lebensunterhalt ehrlich verdienen können. Er wird von zwei Polizisten, Evan Marston und Steve Lann, gerammt und festgehalten. Sie beschlagnahmen seine 36.000 US-Dollar per zivilrechtlicher Einziehung, obwohl es sich um legitimes Geld handelte.
Der Justizangestellte Elliot weigert sich, Terry zu helfen. Eine andere Angestellte, Summer McBride, verspricht, die Formulare vorzubereiten, falls Terry die erforderlichen 10.000 US-Dollar bekommen kann, bevor Mike am Donnerstag ins Staatsgefängnis überstellt wird. Dort ist er in Gefahr, weil er einen Gangster verraten hat.
Terry geht zur Polizeistation und versucht, der Polizistin Jessica Sims das Bargeld als gestohlen zu melden. Er wird von Lann und Polizeichef Sandy Burnne konfrontiert. Terry bietet an, die Angelegenheit fallen zu lassen, wenn er 10.000 US-Dollar für die Kaution zurückbekommt, und wird aufgefordert, am Montag zurückzukommen, um das Problem zu lösen.
Am Montag kommt Terry zur Polizeistation, erfährt aber, dass der Bus, der Mike transportiert, gerade abgefahren ist. Er holt den Gefangenentransport mit seinem Fahrrad ein und fordert Mike auf, Schutzgewahrsam zu beantragen, bis er eine Kaution hinterlegt hat. Terry ruft seinen ehemaligen Geschäftspartner Liu an, erfährt jedoch, dass er kein Geld mehr senden kann, weil die Polizei das Restaurant durchsucht hat.
Terry kehrt zum Revier zurück und wiederholt sein Angebot, aber Burnne lehnt ab, obwohl er sagt, es sei vernünftig. Als Nahkampfexperte überwältigt er Lann und Burnne und zwingt Sims, die Kautionssumme herauszugeben und ihm bei der Flucht zu helfen. Terry schafft es mit Summers Hilfe, die Kaution zu hinterlegen, wird jedoch festgenommen.
Terry wird von Marston und Burnne in den Keller des Gerichtsgebäudes gebracht und von einer Sanitäterin untersucht. Ohne eine richterliche Vorführung bringt Marston Terry zur Polizeistation, wo sie Burnne abholen. Zusammen fahren sie zu einem Krankenhaus, in das Mike nach einem Angriff auf ihn gerade per Hubschrauber eingeliefert wird. Burnne bietet Terry die restlichen 26.000 US-Dollar sowie den Pick-up als Gegenleistung dafür an, dass er die Stadt verlässt. Er akzeptiert und wird vom Krankenhauspersonal darüber informiert, dass Mike gestorben ist. Als Terry an diesem Abend von Summer aus der Stadt gefahren wird, lehnt er es ab, ihr bei der Untersuchung von Fällen zu helfen, in denen Menschen wegen Vergehen 90 Tage lang im Gefängnis festgehalten werden.
In dieser Nacht, nachdem Terry den Pick-up abgeholt hat, erhält er einen Anruf von Summer, der von der Polizei Drogen gespritzt wurden, und kehrt zurück, um zu helfen. Am nächsten Morgen muss sie einen Urintest machen, nachdem das Gericht über ihren Drogenkonsum informiert wurde, was ihr Sorgerecht für das Kind gefährdet. 
Als Terry die Stadt verlässt, hält Lann ihn an, wirft eine Waffe in sein Auto und schießt ihn an. Er entkommt und trifft sich wieder mit Summer in Lius Restaurant, wo Liu, ein chinesischer Feldarzt während des Koreakrieges, seine Wunden versorgt.
In dieser Nacht verhören Summer und Terry Elliot den Richter und decken eine Vertuschung auf; um Transparenzmaßnahmen zu vermeiden, die verhängt wurden, nachdem eine gerichtliche Einigung die Stadt beinahe in den Bankrott geführt hätte. Menschen werden wegen Vergehen 90 Tage lang festgehalten, sodass sie die Pflichtverteidiger nicht dazu bringen können, die Aufnahmen ihrer Polizei-Dashcam-Festnahme vor Ablauf der Datenaufbewahrungsfrist anzufordern.
Terry und Summer brechen in den Keller des Gerichtsgebäudes ein und holen die SD-Karten, als die Polizei eintrifft und ein Feuer legt. Er entkommt, doch sie wird beim Versuch erwischt, ihre Urinprobe zu zerstören.
Terry und Lann vereinbaren, Summer am nächsten Morgen am Rebel Ridge gegen die Karten einzutauschen. Während Lann und ein Polizeitrupp am Austauschplatz warten, bricht Terry mit dem Lastwagen in die Wache ein, überwältigt Burnne, wird jedoch von Sims festgehalten, als die Polizei zurückkehrt. Lann zerstört die Karten und gibt an, dass bei Summer die Gefahr einer Überdosis besteht. Marston protestiert, wird jedoch von Burnne in den Oberschenkel geschossen und beginnt zu verbluten. Burnne fordert die Polizei auf, Terry zu töten und ihm Marstons Tod in die Schuhe zu schieben, doch Terry besiegt die meisten Beamten, die gegen ihn gekämpft haben, darunter auch Lann.
Marston fordert Terry auf, die Sirene eines Streifenwagens zu aktivieren, wodurch die vorherigen drei Minuten Dashcam-Aufnahmen gespeichert werden, und leitet Terry bei der Verabreichung von Naloxon an Summer an. Die drei fliehen im Streifenwagen, die Polizei verfolgt sie. Als Sims zu einem PIT-Manöver aufgefordert wird, holt sie stattdessen Burnnes Fahrzeug heraus und hält ihn fest. Die restlichen Polizisten begleiten sie zum Krankenhaus und melden, dass die Staatspolizei eintrifft. Marston und Summer werden eingelassen, woraufhin Terry die belastenden Dashcam-Aufnahmen sichert und sich in einen Flur setzt.

## Produktion
Regie führte Jeremy Saulnier, der auch das Drehbuch schrieb und den Filmschnitt übernahm. Es handelt sich bei Rebel Ridge um seinen fünften Spielfilm.
Im November 2019 wurde bekannt, dass John Boyega die Hauptrolle in dem Netflix-Projekt übernehmen sollte. Im Februar 2020 wurden weitere Mitglieder des Ensembles veröffentlicht. Unter anderem wurden Don Johnson, James Badge Dale, Zsane Jhe, James Cromwell und Erin Doherty für den Film verpflichtet. Der für April 2020 geplante Drehstart musste aufgrund der weltweiten COVID-19-Pandemie verschoben werden. Der Dreh begann im Mai 2021. Der Dreh des Films wurde allerdings nur wenige Wochen später aufgrund des Ausstiegs von Hauptdarsteller John Boyega auf Eis gelegt. Netflix gab familiäre Gründe für den Ausstieg Boyegas an.

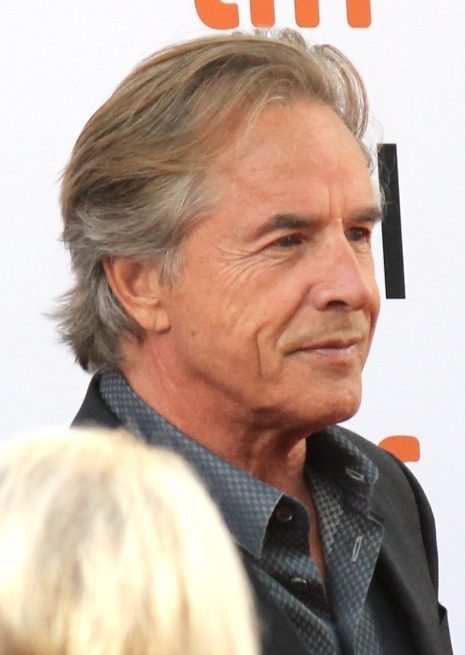
Don Johnson spielt Polizeichef Sandy Burnne

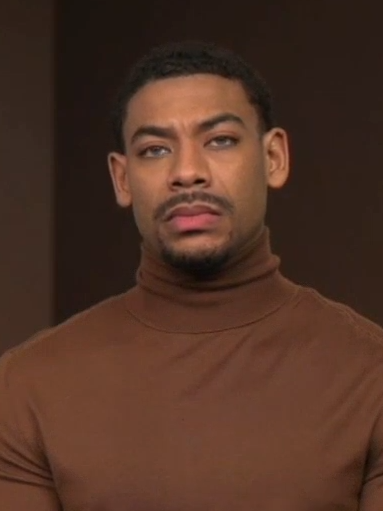
Aaron Pierre spielt den Ex-Marine Terry Richmond

Im Oktober 2021 wurde Aaron Pierre, bekannt aus der Fernsehserie The Underground Railroad und Filmen wie Old, Brother und Enemy, als Hauptdarsteller verpflichtet. Die Rolle von Polizeichef Sandy Burnne wurde mit Don Johnson besetzt. AnnaSophia Robb spielt Summer McBride. In weiteren Rollen sind Emory Cohen, David Denman, James Cromwell, Zsané Jhé, Steve Zissis und Dana Lee zu sehen, während Erin Doherty und James Badge Dale zwei Jahre nach ihrer Verpflichtung nicht mehr Teil des Casts waren.
Die Dreharbeiten fanden von April bis Juli 2022 in New Orleans, Leesville, Lacombe und Los Angeles statt. Kameramann David Gallego war zuletzt für Filme wie Wildland von Jeanette Nordahl, The Last Son von Tim Sutton, War Pony von Riley Keough und Gina Gammell und Butcher’s Crossing von Gabe Polsky tätig.
Die Filmmusik komponierten Brooke und Will Blair. Sie waren bereits für Saulniers erste vier Filme Murder Party, Blue Ruin, Green Room und Wolfsnächte tätig. Sie sind die Brüder von Macon Blair, dem Drehbuchautor des letzten Films. Das Soundtrack-Album mit insgesamt 14 Musikstücken wird am 6. September 2024 von Netflix Music als Download veröffentlicht.
Saulnier teilte in einem Interview Anfang 2024 seine Erfahrung mit der turbulenten Produktion und gab an, dass der Film sein ursprüngliches Budget von 25 Mio. US-Dollar um ungefähr 12 bis 15 Mio. US-Dollar überstieg.
Der erste Trailer wurde im August 2024 vorgestellt. Die Premiere des Films erfolgte am 3. September 2024 im Egyptian Theatre in Los Angeles. Am 6. September 2024 wurde Rebel Ridge in einer Reihe von Ländern in das Programm von Netflix aufgenommen.

## Synchronisation
| Rolle                | Darsteller        | Synchronsprecher    |
| -------------------- | ----------------- | ------------------- |
| Terry Richmond       | Aaron Pierre      | Nick Forsberg       |
| Chief Sandy Burnne   | Don Johnson       | Reent Reins         |
| Summer McBride       | AnnaSophia Robb   | Friedel Morgenstern |
| Officer Evan Marston | David Denman      | Dirk Bublies        |
| Officer Steve Lann   | Emory Cohen       | Simon Derksen       |
| Elliot               | Steve Zissis      | Felix Spieß         |
| Ken                  | Daniel H. Chung   | Patrick Schlegel    |
| Mr. Liu              | Dana Lee          | Helmut Gauß         |
| Officer Jessica Sims | Zsané Jhé         | Friederike Walke    |
| Richter              | James Cromwell    | Rainer Gerlach      |
| Mike Simmons         | C.J. LeBlanc      | Kaze Uzumaki        |
| Officer McGill       | Caleb J. Thaggard | Christian Intorp    |

## Rezeption

### Kritiken und Abrufzahlen
Von den bei Rotten Tomatoes aufgeführten Kritiken sind 96 Prozent positiv bei einer durchschnittlichen Bewertung mit 7,9 von 10 möglichen Punkten, womit er aus den 25. Annual Golden Tomato Awards als Viertplatzierter unter den Action- und Abenteuerfilmen des Jahres 2024 hervorging. Bei Metacritic erhielt der Film einen Metascore von 76 von 100 möglichen Punkten.
Bilge Ebiri schreibt in seiner Kritik für Vulture, als Schauspieler seien Aaron Pierres Augen vielleicht sein größter Vorteil, weil der Zuschauer spüren kann, wie Terry ständig beobachtet, berechnet und plant. Bemerkenswert an Rebel Ridge sei, dass die besonderen Fähigkeiten des Helden hauptsächlich damit zu tun haben, Angreifer zu entwaffnen und außer Gefecht zu setzen. Er sei zwar nicht wirklich ein Mann des Friedens, doch versuche er immer, die Situation zu entschärfen. Regisseur Jeremy Saulnier baue gut Spannung auf, aber er choreografiere auch elegant das Chaos.
Sebastian Seidler schreibt in seiner Kritik für den Filmdienst, Saulnier beweise mit Rebel Ridge erneut, dass er die Form des anspruchsvollen Thrillers wie kaum ein Zweiter beherrscht, und wie alle seine bisherigen Filme sei auch dieser von einem ungeschönten Realismus geprägt: „Die Gewalt und das Sterben tun hier extrem weh.“ Saulniers Kino habe nichts von der unterhaltsamen Verspieltheit von Quentin Tarantino, gleichzeitig verfalle die Gewaltdarstellung aber nicht der schonungslosen, meist auch sehr selbstgefälligen Brutalität, wie man sie etwa in den Filmen von S. Craig Zahler findet. Sie passiere vielmehr schockartig, wie mit einem Fingerschnippen, und zerreiße in ihrer physischen Wucht den Firnis der Zivilisation. Der Protagonist Terry mag zwar ein Ex-Marine sein und entspreche der klassischen Actionfigur des Einzelgängers, der wie in Rambo mit der Ungerechtigkeit einer Kleinstadt konfrontiert wird, doch im Gegensatz zu Sylvester Stallones traumatisiertem Vietnam-Veteranen mutiere Terry nicht zu einer Killermaschine, sondern nutze seine Kampffähigkeiten vielmehr defensiv, um sich beinahe pazifistisch zur Wehr zu setzen. Die Hauptfigur bleibe dabei bis zum Schluss moralisch überlegen.
Kritischer urteilt Kai Mihm in der Zeitschrift epd Film. Er schreibt, dass Saulnier es zwar „meisterhaft“ verstehe, die rassistische Ebene der Geschichte „nie explizit auszuspielen“, sondern „eine beklemmende Latenz zu erzeugen“. Zudem sei der Film „politisch“, indem er ein umstrittenes US-Gesetz zur Konfiszierung ziviler Wertgüter thematisiere, das „immer wieder zu schwerem Missbrauch“ führe, in Details spiele Rebel Ridge sogar „auf reale Fälle“ an. Allerdings sei der Film „kein Justizdrama“, doch „ein Genrefilm, der Gesellschaftspolitisches in Action überträgt“, wolle er auch nicht recht sein. „Traditionelle Action“ werde regelrecht verweigert, es komme maximal zu „schwerfällig choreographierten Handkämpfen“, die „an Amateur-Stuntshows erinnern“. Das „spannungsreich etablierte Gemisch“ aus „kleinstädtischer Korruption und latentem Rassismus“ münde nicht in „rebellische Wehrhaftigkeit“, sondern in „eine überkomplizierte Detektivgeschichte, deren biedere ‚Anständigkeit‘ jeden Drive aus der Geschichte“ nehme. Beim Versuch, „Genrekonventionen gegen den Strich zu bürsten“, deeskaliere Saulnier so sehr, „dass nur noch Langeweile übrig“ bleibe.
In Deutschland landete Rebel Ridge nach seinem Start auf Platz 1 der Netflix-Charts.

### Auszeichnungen
Critics’ Choice Super Awards 2025
- Nominierung als Bester Actionfilm
- Nominierung als Bester Schauspieler in einem Actionfilm (Aaron Pierre)

Critics’ Choice Television Awards 2025
- Nominierung als Bester Fernsehfilm

NAACP Image Awards 2025
- Nominierung in der Kategorie „Limited Television (Series, Special or Movie)“
- Nominierung als Bester Schauspieler in der Kategorie „Limited Television (Series, Special or Movie)“ (Aaron Pierre)
- Nominierung für die Besten Stunts[21]

Writers Guild of America Awards 2025
- Nominierung in der Kategorie „TV & Streaming Motion Pictures“ (Jeremy Saulnier)[22]